# شری مارتل
شری مارتل (انگلیسی: Sherri Martel; ۸ فوریهٔ ۱۹۵۸ ۱۵ ژوئن ۲۰۰۷) کشتی‌گیر کشتی حرفه‌ای، مربی (کشتی حرفه‌ای)، و کشتی‌گیر اهل ایالات متحده آمریکا بود.
وی همچنین برندهٔ جوایزی همچون تالار شهرت دبلیودبلیوای شده است.